# Vampetaço

Vampetaço ao Ministro de Relações Exteriores de Israel, Israel Katz, publicado no Twitter em fevereiro de 2024, em protesto contra os bombardeios em Gaza.

Vampetaço é uma forma de trolling e cancelamento na qual brasileiros postam o ensaio nu do ex-futebolista Vampeta para a revista G Magazine em perfis nas redes sociais. Por vezes, também são postadas fotos do ex-ator pornográfico Kid Bengala.

## Antecedentes
Marcos André Batista Santos (Nazaré, 13 de março de 1974), mais conhecido como Vampeta, é um ex-futebolista brasileiro que atuou por grandes clubes do futebol brasileiro, especialmente Corinthians e Flamengo, além de fazer parte do elenco da Seleção Brasileira que conquistou a Copa do Mundo FIFA de 2002. Em janeiro de 1999, Vampeta concordou, enquanto estava bêbado, em posar para a G Magazine, a primeira revista abertamente voltada ao público gay no Brasil. O motivo principal, segundo o próprio jogador, seria obter fundos para ajudar a revitalizar o Cinema Rio Branco, em Nazaré, sua terra natal, que estava em condições precárias. Com um ensaio de iniciativa da jornalista Ana Fadigas, o jogador recebeu um cachê de oitenta mil reais (pouco mais de 370 mil reais, em valores corrigidos para 2024). A revista foi publicada no dia três do mesmo mês, e se tornou a edição mais vendida da G Magazine. A foto foi a primeira ereção mostrada na revista e quebrou um tabu dentro do futebol; a presença de homossexuais começou a ser discutida dentro dos times.

## Cancelamento
O vampetaço (formado com o sufixo aumentativo -aço) é uma forma de trolling e cancelamento usada como protesto contra pessoas públicas que postam algo considerado desagradável em suas redes sociais, principalmente no Twitter. Vampeta afirmou não se importar com o vampetaço, elogiando-o em entrevista.
De acordo com o Meteoro Brasil, o vampetaço é uma maneira dos internautas se protegerem contra críticas ao Brasil. Já o sociólogo Rodrigo França opinou que o fenômeno é uma "coisificação ou desumanização da pessoa negra", valorizada apenas por seu físico ou por seu sexo.

## Incidentes notáveis

### 2020
Durante o Big Brother Brasil 20, Manu Gavassi formou um grupo conhecido como "fadas sensatas" para atacar Babu Santana. O grupo sofreu um vampetaço pelos fãs de Babu entenderem que ele estava sendo perseguido.
Em junho, o deputado estadual Douglas Garcia (PSL) sofreu um vampetaço por pedir no Twitter que seus seguidores vazassem dados sobre antifascistas para o seu e-mail da Assembleia Legislativa de São Paulo.
Em julho, o perfil do Benfica sofreu um vampetaço pela contratação do ex-treinador do Flamengo Jorge Jesus.
Em agosto, Varg Vikernes, vocalista neonazista da banda de black metal Burzum, sofreu um vampetaço por dizer no Twitter que o Brasil era um dos países que ele mais odiava e classificar os brasileiros como Untermensch. Varg apagou seu perfil. André Honorato, vocalista do Ossos Cruzados, criou uma charge sobre o ocorrido, que foi repercutida por João Gordo, vocalista do Ratos de Porão.

### 2021
Em dezembro, o jogador de Valorant Jared “zombs” Gitlin sofreu um vampetaço após ter escrito em suas redes sociais que "mal posso esperar para vencer a sua região de merda de novo", em resposta ao comentarista Gustavo Melão.

### 2023
Em julho, o Instagram do Zoológico de São Paulo foi hackeado e foi postada a foto nua do Vampeta no perfil. A imagem foi deletada após poucos minutos.
Em outubro, os torcedores do Valência sofreram um vampetaço após chamarem Vini Jr. de "macaco".

### 2024
Em 21 de fevereiro, o governo de Israel sofreu um vampetaço. O perfil World of Statistics postou no Twitter uma foto da bandeira do Brasil perguntando "o que vem à sua cabeça quando você pensa no Brasil?", ao qual o governo de Israel respondeu "antes ou depois de o Lula se tornar um negacionista completo do Holocausto?" Alguns dias antes, o presidente brasileiro Luiz Inácio Lula da Silva foi classificado como persona non grata pelo governo de Israel por comparar a Guerra Israel-Hamas com o Holocausto. O perfil do Ministro de Relações Exteriores, Israel Katz, também sofreu um vampetaço por postar uma imagem gerada por inteligência artificial de brasileiros e israelenses se abraçando com texto escrito "ninguém vai separar nosso povo – nem mesmo você, @LulaOficial". O pênis de Vampeta foi censurado com frases como “cessar-fogo” e “Israel não é um Estado legítimo”, e também chamando o primeiro-ministro de Israel, Benjamin Netanyahu, de “criminoso de guerra”.
Em 25 de fevereiro, um cartaz do ensaio nu de Vampeta foi posto em um muro próximo a Fiesp durante um protesto em defesa ao ex-presidente Jair Bolsonaro na Avenida Paulista, São Paulo. No dia seguinte, Israel Katz foi alvo de outro vampetaço por divulgar fotos de brasileiros na manifestação com a bandeira de Israel para atacar o presidente Lula.
Em 1 de março, o jornalista conservador Tucker Carlson sofreu um vampetaço por entrevistar o deputado federal Eduardo Bolsonaro. Carlson espalhou diversas notícias falsas na entrevista, como de que a eleição presidencial de 2022 foi fraudada pela CIA e que o governo Lula era pró-China.
Em março, a empresa Wizards of the Coast sofreu um vampetaço por anunciar que as novas cartas do TGC Magic: The Gathering e as novas publicações do RPG Dungeons & Dragons não seriam mais traduzidas para o português.
Em 31 de março, no aniversário de 60 anos do início da Ditadura Militar, o senador Hamilton Mourão (Republicanos - RS) exaltou o regime autoritário em suas redes sociais. Por isso, perfis como o Felipe Neto e Marcelo Adnet organizaram um "herzogaço" contra Mourão, onde ao invés das fotos de Vampeta foram postadas fotos do jornalista Vladmir Herzog, que morreu no DOI-CODI em 1975.
Em 7 de abril, Elon Musk sofreu um vampetaço após criticar suposta censura do ministro do Supremo Tribunal Federal Alexandre de Moraes a rede social Twitter e pedir por seu impeachment.
Em agosto, o jogador da NFL Marlon Humphrey sofreu um vampetaço ao responder "isso é literalmente nojento" a um tweet da americana Simone Biles por ela estar reverenciando a brasileira Rebeca Andrade por ter conquistado a medalha de ouro nas Olimpíadas de Paris 2024.
Em 28 de outubro, foi organizado um vampetaço contra a página da Ballon d’Or pela ausência e possível derrota de Vini Jr. na Bola de Ouro.

### 2025
Em 10 de julho, depois de o presidente estadunidense Donald Trump anunciar a imposição de tarifas elevadas ("tarifaço") de 50% sobre importações do Brasil, brasileiros protestaram com um vampetaço, memes, mídias geradas por IA e réplicas nacionalistas e em defesa dos BRICS, no X (antigo Twitter) e no Instagram, levando o perfil a restringir os comentários na segunda rede. Cerca de uma semana depois, o Escritório do Representante de Comércio dos Estados Unidos (USTR) abriu uma investigação contra certas práticas comerciais do Brasil, em especial o sistema de pagamentos eletrônicos Pix (entre outros tópicos), culminando em novas ondas de protestos similares a partir de 16 de julho, incluindo novos vampetaços.